# 永田義和
永田 義和（ながた よしかず、1982年9月3日 - ）は、日本のナレーター。
茨城県出身。血液型O型。特技は、スポーツ全般（野球・スノーボード）。

## 出演作品

### TVナレーション
- ノンストップ! （月～金）（フジテレビ系列）
- ディノス いいものプレミアム（月 - 金）（フジテレビ系列）
- アゲるテレビ（月～金）（フジテレビ系列）
- 体感!奇跡のリアルタイム（讀賣テレビ）
- 報道ライブ インサイドOUT（月・木）（BS11）
- 世界のディズニーリゾートへGO!（ディズニーチャンネル）
- 海外ドラマ秋の祭典（スターチャンネル）
- BS民放5局 特別企画 池上彰の5夜連続BIG対談（番宣）

### TVボイスオーバー
- 地球メシ～しんどくてうまい！究極の一皿～（NHK）
- 池上彰が教えたい！実は…のハナシ。（日本テレビ）
- ノンストップ!（フジテレビ系列）
- マカフシ（フジテレビ系列）
- 目撃!超逆転スクープ 世紀の誘拐事件と奇跡の生還SP（フジテレビ系列）
- 目撃！超逆転スクープ2 世紀の凶悪監禁犯VS決死の生還劇（フジテレビ系列）
- 絶体絶命クライシス～その瞬間 命は救われた！～(フジテレビ系列)
- 世界誘拐ファイルカメラが見た!犯行&救出の決定的瞬間 3時間スペシャル （フジテレビ系列）
- 世界怪盗ファイルカメラが見た!犯行&逮捕の決定的瞬間 3時間スペシャル （フジテレビ系列）
- 韓国!なかよし女優旅（テレビ東京系列）
- 若返り!?年齢クリニック（テレビ東京系列）
- ビビット（ビビットプラス） (TBS系列)
- 世にも不思議なランキング なんで?なんで?なんで? (TBS系列)

### CM・WEBナレーション
- ラクトフェリン（LION）
- グッスミン（LION）
- ロコアタック（新日本製薬）
- アミノエール（味の素）
- 緑効青汁（アサヒ緑健）
- 千葉銀行
- LocoBee
- ゴルパチャンネル（ゴルフパートナー）

### VPナレーション
- A・R・I
- YAMAHAバイク

### 制作協力
- 探検!ツタンカーメン王墓（NHK BSプレミアム）